# Pingvinerna från Madagaskar
Pingvinerna från Madagaskar (engelska: The Penguins of Madagascar) är en animerad TV-serie från Nickelodeon vilken följer pingvinerna från filmen Madagaskar från 2005.

## Karaktärer
- Skepparn - Ledare för pingvinerna och inte särskilt pingvinaktig. Skepparn brukar ge lemurerna smeknamn som "Glansöga" och "Ringsvans".
- Rico - En av pingvinerna. Han kan spy upp olika sorters vapen och andra saker. Rico pratar inte så mycket och när han gör det är rösten grötig och otydlig. Rico har en barbiedocka.
- Kowalski - Den smartaste av pingvinerna. Han har ett skrivblock som han ritar upp olika lösningar på när Skepparn säger "Kowalski - alternativ?".
- Basse - Den minsta och gulligaste av pingvinerna. Basse älskar godis.
- Kung Julien - Lemurernas kung som är extremt fåfäng och självupptagen. Han tycker att han är bäst i världen och hunsar ofta sina undersåtar. Han tillber också "Himla-andarna" och älskar att dansa.
- Maurice - Juliens personliga betjänt. Han har dock blivit mer självständig och bestämd mot Kung Julien sen den första filmen.
- Mort - Den minsta och sötaste av lemurerna. Han har stora, blänkande ögon och låter sig ofta hunsas av Kung Julien. Mort älskar att krama Kung Juliens fötter, trots att det är förbjudet.
- Marlene - En utter som ofta blir indragen i pingvinernas uppdrag, fast hon själv inte vill.
- Mason - En schimpans som bor i djurparken. Han översätter Phils teckenspråk.
- Phil - En schimpans som bor i djurparken. Han är stum och pratar med teckenspråk.
- Badda och Bing - Två stora gorillor som ofta används som livvakter av de andra djuren.
- Agent X - Fiende till pingvinerna som bland annat har elchocksvapen. Han säger att pingvinerna är naturens lagbrytare: "Alla andra fåglar flyger, men ni måste simma".
- Burt - Djurparkens elefant. Han äter jordnötter och har inga betar.
- Joey - En lättretad jättekänguru som bor på djurparken. Han slåss ofta mot pingvinerna och vinner då.

## Röstskådespelare
| Karaktär    | Engelsk originalröst     | Svensk röst        |
| ----------- | ------------------------ | ------------------ |
| Skepparn    | Tom McGrath              | Oscar Harryson     |
| Kowalski    | Jeff Bennett             | Claes Ljungmark    |
| Basse       | James Patrick Stuart     | Anders Öjebo       |
| Rico        | John DiMaggio            | Daniel Bergfalk    |
| Kung Julien | Danny Jacobs             | Niclas Wahlgren    |
| Maurice     | Kevin Michael Richardson | Benke Skogholt     |
| Mort        | Andy Richter             | Johan Reinholdsson |
| Marlene     | Nicole Sullivan          | Jenny Wåhlander    |

### Fotnoter
1. ↑  Ola Söderlind (1 oktober 2014). ”MTG:s barnsliga seger över Netflix”. Affärsvärlden. Arkiverad från originalet den 11 november 2014. https://web.archive.org/web/20141111193248/http://www.affarsvarlden.se/hem/nyheter/article3852244.ece. Läst 21 augusti 2016.